# Skeleton-Nordamerikameisterschaft
Die Skeleton-Nordamerikameisterschaft wurde erstmals 1987 für Frauen und Männer ausgetragen. Seitdem findet die Meisterschaft der Männer abgesehen von 1992 und 1994 jährlich statt. Der Wettbewerb der Frauen wurde nach der ersten Austragung bis 1996 ausgesetzt und wird seitdem jährlich ausgetragen.
Beherrscht wird die Kontinentalmeisterschaft vor allem von den Sportlern aus den USA und Kanadas. Daneben treten Sportler aus Mexiko und kleineren Ländern wie den Virgin Islands oder aus Gastländern an. Rekordsieger bei den Männern ist Kanadier Ryan Davenport mit sechs Siegen, die er 1995 bis 1999 in Folge sowie 2004 erringen konnte.

## Männer-Einzelwertung
| Saison | Gold           | Silber         | Bronze         |
| ------ | -------------- | -------------- | -------------- |
| 1987   | Terry Holland  | Orvie Garrett  | Russ Findley   |
| 1988   | Terry Holland  | Russ Findley   | Orvie Garrett  |
| 1989   | Howard Vandall | Chris Elmquist | Gary Marlatt   |
| 1990   | Don Hass       | Orvie Garrett  | Russ Findley   |
| 1991   | Chris Elmquist | Warren Walstra | Gary Williams  |
| 1993   | Orvie Garrett  | Bill Sheard    | Gary Williams  |
| 1995   | Ryan Davenport | Mike Glatiotis | Neil Rupert    |
| 1996   | Ryan Davenport | Orvie Garrett  | Jim Torrico    |
| 1997   | Ryan Davenport | Jeff Pain      | Clay Roark     |
| 1998   | Ryan Davenport | Chris Soule    | Scott McBride  |
| 1999   | Ryan Davenport | Jeff Pain      | Jim Shea       |
| 2000   | Lincoln DeWitt | Jim Shea       | Brady Canfield |
| 2001   | Lincoln DeWitt | Jim Shea       | Jeff Pain      |
| 2002   | Lincoln DeWitt | Jim Shea       | Brady Canfield |
| 2003   | Zach Lund      | Chad Omweg     | Nathan Cicoria |
| 2004   | Ryan Davenport | Turc Harmesynn | Kelly Forbes   |

## Frauen-Einzelwertung
| Saison | Gold                  | Silber                | Bronze             |
| ------ | --------------------- | --------------------- | ------------------ |
| 1987   | Sue Calvert           | Kate McGovern         | Deb Nelson         |
| 1991   | Deb Glatiotis         | Carol Bortenlanger    | Mary-Ann Podgorski |
| 1993   | Mary-Ann Podgorski    | Elfie Defant          | –                  |
| 1996   | Juleigh Walker        | Michelle Kelly        | Lea Ann Parsley    |
| 1997   | Deanna Panting        | Mellisa Hollingsworth | Susan Speiran      |
| 1998   | Mellisa Hollingsworth | Deanna Panting        | Juleigh Walker     |
| 1999   | Deanna Panting        | Mellisa Hollingsworth | Michelle Kelly     |
| 2000   | Michelle Kelly        | Tristan Gale          | Deanna Panting     |
| 2001   | Tricia Stumpf         | Michelle Kelly        | Lea Ann Parsley    |
| 2002   | Lea Ann Parsley       | Tristan Gale          | Janet Ivers        |
| 2003   | Michelle Kelly        | Lyndsie Peterson      | Deanna Panting     |
| 2004   | Jessica Palmer        | Carla Pavan           | Sarah Lacey        |